# Skogs-Knivskär
Skogs-Knivskär är en ö nära Lökholmen i Nagu,  Finland. Den ligger i Skärgårdshavet i Pargas stad i den ekonomiska regionen  Åboland i landskapet Egentliga Finland, i den sydvästra delen av landet. Ön ligger omkring 5 kilometer sydväst om Lökholmen, 17 kilometer sydost om Nagu kyrka, 40 kilometer söder om Åbo och omkring 160 kilometer väster om Helsingfors. Närmaste allmänna förbindelse är förbindelsebryggan vid Gullkrona som trafikeras av M/S Nordep och M/S Cheri.
Öns area är 7,8 hektar och dess största längd är 380 meter i öst-västlig riktning. Ön höjer sig omkring 20 meter över havsytan.